# 全日本愛國者團體會議
全日本愛國者團體會議，簡稱“全愛會”，為日本一極右翼團體，主張天皇權恢復（敬天論）和軍國再起，最早可追溯至1960年代，而其中成立元老不少是二戰遺留人物，直到2015年依然有活動。雖然日本社會右翼傳統至今為主流，但由於全愛會太過度誇張的一些主張，依然在右翼團體中成為孤鳥，至今成員人數約僅剩一百人以下。

## 概要
1959年（昭和34年）4月19日設立的全愛會意圖聯合當時全日本各地右翼團體、軍國懷念組織、二戰陣亡者遺族等勢力，成為一個大型政治力量，長期展望是取得政權。首任七名議長（首領）的身分可以看出其組成概要：
- 矢野隆三（愛國青年同盟）
- 渡邊謙二（大日本一誠会）
- 石井幸雄（大日本憂国協議会）
- 岡本芳己（日本郷志同盟）
- 長峰貞夫（大和民族同盟）
- 新井聖動（新日本憂国連合評議会）
- 中野順二（日本民族青年同盟）

同時在當年勢力廣大的生産黨、国粹會、殉國青年隊等組織雖然沒明列推出議長，但是也成為加盟力量。同時眾多極道人物例如兒玉譽士夫也成為幕後金主和支持力，一時間聲勢浩大從北海道到關東地區、近畿、鹿児島等處都有其分部，但隨著洛克希德事件發生後極右翼勢力在日本民間遭到質疑，內部分裂內鬥也不少，同時期意識形態光譜完全對立的日本赤軍等左翼甚至共產組織也在日本發動一波波騷亂，雙方鬥爭激烈，隨著日本社會經濟發展一般民眾漸漸對極左和極右思想不再熱衷，並認為這些人擾亂了自己平靜的生活，90年代後勢力逐漸微小化，更多右翼人士逐漸往中間思想靠攏並選擇從政道路實現目的，漸漸遠離暴力色彩組織。21世紀後全愛會依然有一些聚會，但人數極度稀少，已經邊緣化。

## 參看
- 新納粹主義
- 全愛會（页面存档备份，存于）
- 全愛會官方頻道（页面存档备份，存于）